# ترنس یانگ
استیوارت ترنس هربرت یانگ (به انگلیسی: Stewart Terence Herbert Young) (زاده ۲۰ ژوئن ۱۹۱۵ -درگذشته ۷ سپتامبر ۱۹۹۴) کارگردان بریتانیایی بود.

## زندگی
ترنس یانگ فیلمساز چینی الاصل متولد سال ۱۹۱۵ در شانگهای، چین و فارغ‌التحصیل دانشگاه کمبریج، کار هنری را از ۱۹۳۶ آغاز کرد. بدین ترتیب که او ابتدا در کمپانی «آرتور رانگ» به عنوان دستیار مونتور و سپس در مقام مونتور به فعالیت پرداخت. پس از مدتی به فیلم‌نامه‌نویسی مشغول شده و بعداً نیز مدتی به عنوان دستیار کارگردان با فیلمسازان دیگر همکاری نمود تا اینکه تجارب کافی را برای کارگردانی بدست آورده و در سال ۱۹۴۴ اولین فیلمش را با همکاری «برایان دزموند هرست» ساخت. ترنس یانگ چهار سال بعد یعنی در ۱۹۴۸ در آمریکا اولین فیلم بلند و مستقل خود را بنام «تالار آینه‌ها» به‌وجود آورد و موفقيت خود را به عنوان فیلمساز تثبیت نمود. او کارش را دنبال کرد تا اینکه در ۱۹۶۶ بنا به درخواست سازمان ملل، فیلم «گل شیطان» را در ایران کارگردانی کرد و یک سال بعد اولین فیلم هالیوودی خود را به کارگردانی کرد .
وی سرانجام در سال ۱۹۹۴ در شهر کن، فرانسه درگذشت

## فیلم‌شناسی
- تالار آینه‌ها
- شبی با تو
- Woman Hater (متنفر از زنان)
- آن‌ها تقسیم نشدند
- دره عقاب‌ها
- عروس وحشتزده
- کلاه سرخ
- چترباز
- آن خانم
- طوفان بر فراز نیل
- سافاری (۱۹۵۶)
- زاراک[پانویس ۱]
- عملیات ببر
- وقتی برای مردن نیست - قدرت تانک
- اتهام جدی
- خوشگذران بعد از تاریکی - زیادی داغه[پانویس ۲]
- جوراب سیاه
- جدال قهرمانان
- دکتر نو (۱۹۶۲)
- از روسیه همراه با عشق (فیلم)[پانویس ۳] (۱۹۶۳)
- ماجراهای عشقی مال فلاندرز[پانویس ۴]
- بازی کثیف - مأموران مخفی[پانویس ۵] (۱۹۶۵)
- گلوله آتشین (فیلم)[پانویس ۶] (۱۹۶۵)
- خشخاش هم گلی است[پانویس ۷]
- خیانت سه جانبه[پانویس ۸]
- تا تاریکی صبر کن[پانویس ۹] (۱۹۶۷)
- ولگرد[پانویس ۱۰]
- مایرلینگ
- درخت کریستمس[پانویس ۱۱] (۱۹۶۹)
- عرق سرد[پانویس ۱۲]
- آفتاب سرخ (۱۹۷۱)
- نامه‌های والاچی[پانویس ۱۳]
- فرقه کوکلاس[پانویس ۱۴]
- آمازونی ها- رزمندگان سینه برهنه[پانویس ۱۵]
- وراثت (۱۹۷۹)
- از سوی رفقا
- Long Days - روزهای طولانی
- اینچئون (۱۹۸۱)
- The Jigsaw Man - مرد معمائی
- Run for your life- برای زندگیت فرار کن